# Johannes Polgar
Johannes Polgar (* 25. August 1977 in Olpe) ist ein deutscher Segler.
Polgar wuchs in der sauerländischen Gemeinde Wenden auf. Durch einen Ferienkurs auf dem Biggesee kam er zum Segeln. 1986 schloss er sich dem Yacht Club Lister am Biggesee an und bestritt erste Regatten im Optimisten. 1990 gewann er die German Opti Nationals. In den Jahren 1993/94 segelte er kurzzeitig in einer Europe, wechselte dann aber in die Bootsklasse Tornado.
Gemeinsam mit seinem langjährigen Segelpartner Carsten Happel erreichte er 1997 bei der Weltmeisterschaft vor Bermuda den vierten Platz. Es folgten weitere gute Platzierungen bei Welt- und Europameisterschaften. Im Jahr 2000 wurden beide erstmals Deutscher Meister. Nach der verlorenen Ausscheidung für die Olympischen Sommerspiele verlor Polgar seinen Segelpartner, der sich auf seine berufliche Karriere als Architekt konzentrieren wollte. In einem Trainingslager fand er sich mit Florian Spalteholz zusammen, mit dem er seit Herbst 2004 ein Team bildet.
Erster gemeinsamer Erfolg war 2005 ein vierter Platz bei der Weltmeisterschaft vor La Rochelle. Diesen Erfolg bestätigten sie im Jahr darauf mit einem sechsten Platz bei der WM im argentinischen San Isidro. 2007 gewannen sie die Regatta der Kieler Woche und erreichten bei der vorolympischen Regatta vor Qingdao den vierten Platz. Im August 2008 nahmen beide an den Olympischen Sommerspielen teil und belegten dort Platz acht. In der Vorbereitung wurden sie von dem Wirtschaftspsychologen Norbert Harlander betreut.
In der Saison 2009 trat Polgar mit dem deutschen Segelprofi Tim Kröger als Vorschoter in der olympischen Bootsklasse Star an. Weil Polgar und Kröger beide an einem 25. August zur Welt gekommen sind, haben sie ihrer Olympiakampagne den Namen „JT2508“ gegeben. Schon bei der Kieler Woche 2008 war Polgar im Starboot an den Start gegangen, damals mit Nils Holweg an der Vorschot. Im August 2009 trennten sich Polgar und Kröger.
Mit Markus Koy wurde Polgar 2010 Starboot-Europameister, im Februar 2011 wurden die beiden bei der Hamburger Sportgala als „Mannschaft des Jahres“ ausgezeichnet.
Polgar studierte Betriebswirtschaftslehre an der Universität Oldenburg, später wurde er beruflich als Sportmarketing-Koordinator bei Audi tätig. Polgar startet für den Norddeutschen Regatta-Verein aus Hamburg. Er ist mit der Seglerin Kathrin Kadelbach verheiratet.

## Erfolge
| - Weltmeisterschaften 1997 vor Bermuda: 4. Platz 2001 vor Richards Bay: 6. Platz 2005 vor La Rochelle: 4. Platz 2006 vor San Isidro: 6. Platz - Europameisterschaften 1999 vor Mallorca: 8. Platz 2005 vor Västervik: 7. Platz | - Deutscher Meister im Tornado: 2000, 2007 - Militäreuropameister: 2005 - Europameister im Starboot (mit Markus Koy): 2010 |